# 臺北衛戍病院
25°02′06″N 121°30′28″E / 25.0348867°N 121.507779°E
臺北衛戍病院是臺灣日治時期位在臺北市南門町的日本陸軍醫院，隸屬於臺灣軍；其設立於1896年，在1936年改稱臺北陸軍病院，在北臺灣設有多處分院及分室，是臺灣日治時期規模最大的陸軍醫院。其於二戰後改為中華民國陸軍第801總醫院（三軍總醫院前身），在1968年遷到三總汀州院區現址後，臺北市立和平醫院在1972年遷入此處至今。
臺北陸軍病院北投分院的建築仍保存至今，在1998被登錄為臺北市市定古蹟，目前為三軍總醫院北投分院的一部分。

## 歷史

### 設立
臺灣被割讓給日本後，北白川宮能久親王與近衛師團在1895年6月17日占領臺北城，並將第一野戰病院改為舍營病院，位置在臺北城內東南側的文廟、武廟（今北一女中附近）。日軍在1896年7月26日南下後，改以近衛師團的衛生預備員設立兵站病院，在1895年12月改稱「臺北舍營病院」。1896年3月，臺灣總督府公告《臺灣衛戍病院條例》，臺北舍營病院在同年4月12日改為「臺北衛戍病院」。在1898年2月時，臺北衛戍病院下有淡水、石碇街、基隆、瑞芳、頂雙溪、宜蘭、蘇澳、頭圍、花蓮港、大嵙崁、新竹分院等11處分院；同年7月臺灣總督兒玉源太郎向陸軍大臣桂太郎申請設立「北投庄分院」。
1899年4月26日，在小南門外興建新的病院設施，並在1900年3月30日落成；此處在清治時期為1808年臺協右營的游擊隊移駐地，在1825年設立參府署的演武館、海山館。另外，臺北衛戍病院在1902年南庄事件、1907年枕頭山戰役、1914年太魯閣戰爭、1930年霧社事件等事件中，皆派遣衛生班負責戰地救治；由於當時台灣的衛生條件不佳，容易發生傳染病，因此臺北衛戍病院對於在台日軍有很大的幫助。1903年8月，在金包里溫泉設置轉地療養所，後考量入冬時此處溫泉溫度偏冷，加上此處濕度高，不利於病患療養，故在同年底裁撤此療養所。1904年3月31日，臺中衛戍病院隨著位在臺中的第二旅團司令部編制調整，改為「臺北衛戍病院臺中分院」。1919年10月，臺北衛戍病院改建，1921年7月完工。
1936年11月4日，《衛戍病院令》公告修正，所有的衛戍病院皆在同月10日改稱陸軍病院，於是臺北衛戍病院改稱「臺北陸軍病院」，此時轄下有臺中、宜蘭、北投等3個分院，病院收容員額為160人，平均一年收容900人。1937年7月中日戰爭發生後，新設圓山、老松、一中、日赤南門分室。臺中分院在1940年獨立為臺中陸軍病院，並新設在臺中市賴厝廍。1941年太平洋戰爭開始後，臺灣作為日軍南方推進基地的重要性提升，因此於1941年11月8日在臺北市東門町（第一代赤十字病院）增設「東門分院」，專門收容一般外科病患。1942年1月3日，在大安家政女學校（今金華國中）增設「大安分室」，專門收容結核病患。1942年9月9日，圓山分室升格為「圓山分院」，大安分室在同時裁撤，老松、一中、日赤南門分室亦約在此時裁撤。

### 戰時疏散
隨著戰爭局勢擴大，臺北陸軍病院在1944年4月1日被納入大本營直屬臺灣軍的戰鬥部署；1944年9月17日，臺灣軍改制為第十方面軍。為了防止醫院受到美軍空襲受損，臺北陸軍病院逐漸疏開至臺北郊區。首先在1944年7月，將圓山分院的約百名結核病患移到位在新店街的國民學校，新設「新店分院」，之後陸續設立烏來、板橋等分院及分室。1944年5月5日，日本赤十字社臺北支部病院依《陸亞密第2424號》改作臺北陸軍病院「日赤分院」。圓山分院作為規模最大的分院，在1944年底規劃疏散至中和庄的山區，在1945年初疏散完後改為「中和分院」，臨時醫院建物約在1945年4月完工，圓山分院原址則改為圓山分室。1945年3月25日，北投分院的建物及人員改作由第8飛行師團指揮的「北投航空病院」，原北投分院則改至附近的瀧乃湯溫泉旅館為據點。1945年6月，在安坑國民學校設置「日赤安坑分室」。1945年7月5日，宜蘭分院改為「第221兵站(後勤)分院」，由獨立混成第112旅團指揮。
另外，為了確保新店以南地區的收容人數可達到1,500人，新店溪左岸地區可達到600人，因此在1945年4月設立磺窟分室，1945年7月設立新店溪分院，但此兩處在終戰時並未建設完成。太平洋戰爭開打至終戰期間，臺北陸軍病院收治的患者計有12,612人。

### 戰後發展
1945年8月15日日本投降，臺北陸軍病院依軍司令官的訓示，仍持續救護的任務。8月25日，圓山分室移作俘虜收容所（戰俘營），而白河戰俘營的戰俘改安置在此。8月26日，由臺北帝國大學醫學部及醫學專門部學生編成的特設警備隊解散，而其他的衛生機關陸續在9月改隸臺北陸軍病院，包含：北投航空病院（改回北投分院）、第66師團第二野戰病院、第221兵站分院（改回宜蘭分院）、第9師團的野戰病院。9月10日，第222兵站病院改為「臺中陸軍病院大湖分院」。隨著中華民國國軍來臺，臺北陸軍病院也負責中國國軍的診療，派遣救護班至臺北飛行場，一天大概有70至80名患者，而臺北陸軍病院的職員在之後陸續退役。9月17日，第十方面軍解除軍事召集。1945年10月10日，美軍進駐臺北市，臺北陸軍病院亦派員負責其駐營地的環境清潔及消毒，以及之後至基隆港協助中國國軍上岸的檢疫作業，和國軍宿舍的消毒、清掃。10月12日，北投分院、宜蘭分院和戰後改隸臺北陸軍病院的分院、分室又改隸戰前所屬的師團。11月，美軍軍醫將校、中國進駐軍顧問陳方之、臺灣區特派員辦公處接收委員吳國興至臺北陸軍病院視察；在12月8日至17日，陸續接收臺北陸軍病院及各分院、分室。
自1946年1月，臺北陸軍病患及人員逐漸分批返回日本。1946年1月5日，大湖分院改隸臺北陸軍病院。1946年3月12日，臺北陸軍病院下令解散，然而為了處理財產移交事宜，僅留下中和分院、南門分室，本院則在1946年3月23日移到北投分院，繼續負責日僑救治處理。1946年4月10日，臺北陸軍病院的第二次接收完畢，同月20日從基隆港返回日本，在24日抵達鹿耳島，臺北陸軍病院全員解散。
臺北陸軍病院在被接收後，原南門病室在1946年改編為臺灣陸軍醫院，並接管北投分院。臺灣陸軍醫院之後在1949年改為聯合勤務總司令部第五總醫院，1950年改為陸海空軍第一總醫院，1955年改為陸軍第一總醫院，1960年改為陸軍第801總醫院，1968年5月改為三軍總醫院，並遷建至今汀洲院區，三總原址則撥用給臺北市立和平醫院，和平醫院從福州街遷至此處。北投分院則是在1966年由基隆的陸軍第821醫院在1966年遷入，成為現在的三總北投分院。

## 分院及分室
| 名稱                   | 位置                   | 設施             | 收容力      | 設立日期   | 解散日期   | 備註                          | 現況                 |
| ---------------------- | ---------------------- | ---------------- | ----------- | ---------- | ---------- | ----------------------------- | -------------------- |
| 本院                   | 文山郡新店街           | 國民學校         | 262~270人   | 1944.07.10 | 1946.03.25 | 本院在1945年4月1日遷入        |                      |
| 本院屈尺分室           | 文山郡新店街直潭字屈尺 | 國民學校隔壁建物 | 47~193人    | 1945.03.20 | 1946.03.13 |                               |                      |
| 本院南門分室           | 臺北市南門町           | 原本院           | 90~94人     | 1896       | 1946.04.07 | 疏散後改為分室                | 北市聯合醫院和平院區 |
| 本院圓山分室           | 臺北市圓山町           | 新建營房         | 105~119人   | 1937       |            | 疏散後改為分室                | 中山足球場           |
| 本院東門分院           | 臺北市東門町           |                  |             | 1941.12.08 | 1945.04.30 |                               |                      |
| 中和分院               | 海山郡中和庄           | 臨時建築物       | 500~1,167人 | 1945.04.15 | 1946.04.05 |                               |                      |
| 中和分院板橋分室       | 海山郡板橋街           | 國民學校         | 220~500人   | 1945.02.02 | 1945.10.21 | 圓山分院疏開至此              |                      |
| 烏來分院               | 文山郡蕃地烏來         | 國民學校         | 57~192人    | 1944.11.11 | 1946.01.26 |                               |                      |
| 新店溪分院             | 文山郡新店街直潭字塗潭 | 臨時建築物       | 150~333人   | 1945.07.10 | 1946.03.09 |                               |                      |
| 磺窟分室               | 文山郡新店街直潭字磺窟 | 茶工廠           | 150~333人   | 1945.04.18 |            |                               |                      |
| 北投分院               | 七星郡北投街           | 旅館             | 100~200人   | 1945.03    | 1945.08.10 |                               | 瀧乃湯               |
| 北投分院               | 七星郡北投街           | 原北投分院       |             | 1898       | 1946.01.25 | 後改為北投航空病院，戰後回歸  | 三軍總醫院北投分院   |
| 日赤分院               | 臺北市泉町             |                  |             | 1941       | 1945.11.05 | 1944.05.05納入臺灣軍指揮      | 北市聯合醫院中興院區 |
| 日赤分院安坑分室       | 文山郡新店街安坑       | 國民學校         | 100~200人   | 1945.06    | 1945.11.05 |                               | 安坑國小             |
| 宜蘭分院               | 宜蘭市                 | 原宜蘭分院       |             |            | 1946.02.22 | 後改為第221兵站分院，戰後回歸 | 化龍一村             |
| 宜蘭分院三星分室       | 羅東郡三星庄           |                  |             |            | 1946.01.18 |                               |                      |
| 宜蘭分院大坡分室       | 宜蘭郡礁溪庄           |                  |             |            |            |                               |                      |
| 中壢分院               | 中壢郡中壢街           |                  |             | 1945.01.20 | 1946.01.29 | 原第9師團第一野戰病院         | 中壢國中、尖山國小   |
| 中壢分院大溪患者療養所 | 大溪郡大溪街           |                  |             |            | 1946.01.13 |                               |                      |
| 坪林分院               | 新竹郡關西庄坪林       |                  |             |            | 1946.02.05 | 原第9師團第二野戰病院         |                      |
| 坪林分院湖口患者療養所 | 新竹郡湖口庄           |                  |             |            | 1945.11.01 |                               |                      |
| 新竹分院               | 新竹市埔頂             |                  |             |            | 1946.01.13 | 原第9師團第四野戰病院         |                      |
| 冷水坑分院             | 新莊郡五股庄           |                  |             |            | 1946.01.20 | 原第66師團第二野戰病院        |                      |
| 大湖分院               | 大湖郡大湖庄南湖       |                  |             | 1945.07.05 | 1946.04.03 | 原第222兵站病院               |                      |

另外，臺灣軍管區在終戰時下轄臺北陸軍病院（1936年設）、基隆陸軍病院（1936年設，三軍總醫院基隆分院前身）、臺南陸軍病院（1936年設，國軍桃園總醫院前身）、澎湖島陸軍病院（1936年設）、屏東陸軍病院（1936年獨立）、臺中陸軍病院（1940年獨立，國軍臺中總醫院中清分院前身）、嘉義陸軍病院（1941年獨立，嘉義榮民醫院前身）、高雄陸軍病院（1944年獨立，國軍高雄總醫院前身）、花蓮港陸軍病院（1944年設）、臺東陸軍病院（1944年設）等10所陸軍病院。

## 事件
自由印度臨時政府的領導人蘇巴斯·錢德拉·鮑斯在1945年8月18日飛抵臺北飛行場，原預計在同日下午轉搭九七式重轟炸機前往滿洲大連，但飛機在起飛時失控墜毀。擔任駕駛的瀧澤少校、陸軍中將四手井綱正以及同乘的一名軍官均當場死亡。蘇巴斯身受重傷，隨即被轉送到臺北陸軍病院南門病室醫治，晚間11點41分，因傷勢過重去世。

## 備註
1. ↑  1944年6月依軍令編成「第九師團第一野戰病院」，6月22日從牡丹江市的掖河出發，6月27日從釜山港出發，7月12日抵達那霸市，並在楚邊國民學校開設病院，部分人員先在12月23日抵達基隆港。1945年1月20日在中壢實修學校開設病院，1月21日在尖山下國民學校開設病院，尖下山病院在3月3日關閉，人員移駐大溪。
2. ↑  1944年8月13日在金澤編成完畢，9月15日從博多港出發，11月6日抵達沖繩縣那霸並防守首里市。1944年12月29日前往基隆，1945年1月5日守備新竹市，4月12日移至竹東郡寶山庄雙溪；戰後在1945年9月22日改隸台北陸軍病院。
3. ↑  1945年2月依軍令編成，同月25日在高雄編成完畢，4月23日開設樹林口患者療養所，戰後於9月10日改隸台北陸軍病院。
4. ↑  1945年6月在臺北衛戍病院依軍令編組「第222兵站病院」，在7月4日編組完成，前往新竹州大湖庄南湖，主要收治結核病、精神病患。